# Kajak-kenu a 2004. évi nyári olimpiai játékokon
A kajak-kenu síkvízi versenyszámait a 2004. évi nyári olimpiai játékokon a Szkíniasz evezős és kajak-kenu központban, míg a vadvízi (szlalom) számokat az Olimpiai Szlalom Kajak-kenu Központban rendezték.
Összesen 16 versenyszámban avattak bajnokot. Ebből 12 volt síkvízi (9 férfi és 3 női), és 4 volt szlalom (3 férfi és 1 női) szám.

## Kvalifikáció
A síkvízi számokban a 2003-as síkvízi kajak-kenu világbajnokságon és a 2004-es nyílt európa-bajnokságon lehetett indulási jogot szerezni, illetve a nemzetközi szövetség versenyszámonként 2-2 szabadkártyát biztosított. Szlalomban a 2003-as augsburgi vb-n, majd az athéni világ-kupán tudták kivívni a versenyzők az olimpiai szereplés lehetőségét. A maradék helyekről a nemzetközi szövetség döntött.

## Éremtáblázat
(Magyarország csapata eltérő háttérszínnel, az egyes számoszlopok legmagasabb értéke, vagy értékei vastagítással kiemelve.)
| A 2004. évi nyári olimpiai játékok éremtáblázata kajak-kenuban | A 2004. évi nyári olimpiai játékok éremtáblázata kajak-kenuban | A 2004. évi nyári olimpiai játékok éremtáblázata kajak-kenuban | A 2004. évi nyári olimpiai játékok éremtáblázata kajak-kenuban | A 2004. évi nyári olimpiai játékok éremtáblázata kajak-kenuban | Olimpia  |
| -------------------------------------------------------------- | -------------------------------------------------------------- | -------------------------------------------------------------- | -------------------------------------------------------------- | -------------------------------------------------------------- | -------- |
|                                                                | Ország                                                         | Arany                                                          | Ezüst                                                          | Bronz                                                          | Összesen |
| 1.                                                             | Németország (GER)                                              | 4                                                              | 4                                                              | 1                                                              | 9        |
| 2.                                                             | Magyarország (HUN)                                             | 3                                                              | 1                                                              | 2                                                              | 6        |
| 3.                                                             | Szlovákia (SVK)                                                | 2                                                              | 1                                                              | 1                                                              | 4        |
| 4.                                                             | Franciaország (FRA)                                            | 2                                                              | 0                                                              | 1                                                              | 3        |
| 5.                                                             | Spanyolország (ESP)                                            | 1                                                              | 1                                                              | 0                                                              | 2        |
| 6.                                                             | Kanada (CAN)                                                   | 1                                                              | 0                                                              | 2                                                              | 3        |
| 7.                                                             | Norvégia (NOR)                                                 | 1                                                              | 0                                                              | 1                                                              | 2        |
| 8.                                                             | Kína (CHN)                                                     | 1                                                              | 0                                                              | 0                                                              | 1        |
| 8.                                                             | Svédország (SWE)                                               | 1                                                              | 0                                                              | 0                                                              | 1        |
|                                                                |                                                                |                                                                |                                                                |                                                                |          |
| 10.                                                            | Ausztrália (AUS)                                               | 0                                                              | 2                                                              | 0                                                              | 2        |
| 10.                                                            | Olaszország (ITA)                                              | 0                                                              | 2                                                              | 0                                                              | 2        |
| 12.                                                            | Nagy-Britannia (GBR)                                           | 0                                                              | 1                                                              | 2                                                              | 3        |
| 12.                                                            | Oroszország (RUS)                                              | 0                                                              | 1                                                              | 2                                                              | 3        |
| 14.                                                            | Egyesült Államok (USA)                                         | 0                                                              | 1                                                              | 0                                                              | 1        |
| 14.                                                            | Kuba (CUB)                                                     | 0                                                              | 1                                                              | 0                                                              | 1        |
| 14.                                                            | Új-Zéland (NZL)                                                | 0                                                              | 1                                                              | 0                                                              | 1        |
|                                                                |                                                                |                                                                |                                                                |                                                                |          |
| 17.                                                            | Csehország (CZE)                                               | 0                                                              | 0                                                              | 1                                                              | 1        |
| 17.                                                            | Fehéroroszország (BLR)                                         | 0                                                              | 0                                                              | 1                                                              | 1        |
| 17.                                                            | Lengyelország (POL)                                            | 0                                                              | 0                                                              | 1                                                              | 1        |
| 17.                                                            | Ukrajna (UKR)                                                  | 0                                                              | 0                                                              | 1                                                              | 1        |
|                                                                |                                                                |                                                                |                                                                |                                                                |          |
| Összesen                                                       | Összesen                                                       | 16                                                             | 16                                                             | 16                                                             | 48       |

## Érmesek

### Síkvízi számok

#### Férfiak
| A 2004. évi nyári olimpiai játékok érmesei férfi kajak-kenuban |                                                                                      |                                                                         |                                                                                    |
| Versenyszám                                                    | Arany                                                                                | Ezüst                                                                   | Bronz                                                                              |
| K-1 500 m                                                      | Adam van Koeverden · Kanada (CAN)                                                    | Nathan Baggaley · Ausztrália (AUS)                                      | Ian Wynne · Nagy-Britannia (GBR)                                                   |
| K-2 500 m                                                      | Németország (GER) · Ronald Rauhe · Tim Wieskötter                                    | Ausztrália (AUS) · Clint Robinson · Nathan Baggaley                     | Fehéroroszország (BLR) · Raman Pjatrusenka · Vadzim Mahnyev                        |
| K-1 1000 m                                                     | Eirik Verås Larsen · Norvégia (NOR)                                                  | Ben Fouhy · Új-Zéland (NZL)                                             | Adam van Koeverden · Kanada (CAN)                                                  |
| K-2 1000 m                                                     | Svédország (SWE) · Markus Oscarsson · Henrik Nilsson                                 | Olaszország (ITA) · Antonio Rossi · Beniamino Bonomi                    | Norvégia (NOR) · Eirik Verås Larsen · Nils Olav Fjeldheim                          |
| K-4 1000 m                                                     | Magyarország (HUN) · Storcz Botond · Kammerer Zoltán · Vereckei Ákos · Horváth Gábor | Németország (GER) · Andreas Ihle · Mark Zabel · Björn Bach · Stefan Ulm | Szlovákia (SVK) · Richard Riszdorfer · Michal Riszdorfer · Vlček Erik · Juraj Bača |
| C-1 500 m                                                      | Andreas Dittmer · Németország (GER)                                                  | David Cal · Spanyolország (ESP)                                         | Makszim Opalev · Oroszország (RUS)                                                 |
| C-2 500 m                                                      | Kína (CHN) · Meng Kuan-liang (Meng Guanliang) · Jang Ven-csün (Yang Wenjun)          | Kuba (CUB) · Ibrahim Rojas · Ledis Balceiro                             | Oroszország (RUS) · Alekszandr Kosztoglod · Alekszandr Kovaljov                    |
| C-1 1000 m                                                     | David Cal · Spanyolország (ESP)                                                      | Andreas Dittmer · Németország (GER)                                     | Vajda Attila · Magyarország (HUN)                                                  |
| C-2 1000 m                                                     | Németország (GER) · Christian Gille · Tomasz Wylenzek                                | Oroszország (RUS) · Alekszandr Kosztoglod · Alekszandr Kovaljov         | Magyarország (HUN) · Kozmann György · Kolonics György                              |

#### Nők
| A 2004. évi nyári olimpiai játékok érmesei női kajak-kenuban |                                                                                                |                                                                                   | |
| Versenyszám                                                  | Arany                                                                                          | Ezüst                                                                             | Bronz                                                                                               |
| K-1 500 m                                                    | Janics Natasa · Magyarország (HUN)                                                             | Josefa Idem · Olaszország (ITA)                                                   | Caroline Brunet · Kanada (CAN)                                                                      |
| K-2 500 m                                                    | Magyarország (HUN) · Kovács Katalin · Janics Natasa                                            | Németország (GER) · Birgit Fischer · Carolin Leonhardt                            | Lengyelország (POL) · Aneta Konieczna · Beata Sokołowska                                            |
| K-4 500 m                                                    | Németország (GER) · Birgit Fischer · Maike Nollen · Katrin Wagner-Augustin · Carolin Leonhardt | Magyarország (HUN) · Kovács Katalin · Szabó Szilvia · Viski Erzsébet · Bóta Kinga | Ukrajna (UKR) · Inna Oszipenko-Radomszka · Tetyana Szemikina · Hanna Balabanova · Olena Cserevatova |

### Vadvízi (szlalom) számok
| A 2004. évi nyári olimpiai játékok érmesei szlalom kajak-kenuban |                                                           |                                                  |                                                    |
| Versenyszám                                                      | Arany                                                     | Ezüst                                            | Bronz                                              |
| Férfi K-1                                                        | Benoît Peschier · Franciaország (FRA)                     | Campbell Walsh · Nagy-Britannia (GBR)            | Fabien Lefèvre · Franciaország (FRA)               |
| Férfi C-1                                                        | Tony Estanguet · Franciaország (FRA)                      | Michal Martikán · Szlovákia (SVK)                | Stefan Pfannmöller · Németország (GER)             |
| Férfi C-2                                                        | Szlovákia (SVK) · Pavol Hochschorner · Peter Hochschorner | Németország (GER) · Marcus Becker · Stefan Henze | Csehország (CZE) · Jaroslav Volf · Ondřej Štěpánek |
| Női K-1                                                          | Elena Kaliská · Szlovákia (SVK)                           | Rebecca Giddens · Egyesült Államok (USA)         | Helen Reeves · Nagy-Britannia (GBR)                |

## Magyar részvétel
Magyarországot a síkvízi kajak-kenu minden versenyszámában képviselte egy-egy hajó. Szlalomban nem volt magyar induló.
| Név             | Kajak     | Kajak  | Kajak     | Kajak  | Kajak     | Kajak     | Kenu  | Kenu      | Kenu   | Kenu      |
| Név             | Egyes     | Egyes  | Kettes    | Kettes | Négyes    | Négyes    | Egyes | Egyes     | Kettes | Kettes    |
| Név             | 500 m     | 1000 m | 500 m     | 1000 m | 500 m     | 1000 m    | 500 m | 1000 m    | 500 m  | 1000 m    |
| --------------- | --------- | ------ | --------- | ------ | --------- | --------- | ----- | --------- | ------ | --------- |
| Beé István      |           |        |           | 9.     |           |           |       |           |        |           |
| Benkő Zoltán    |           |        |           | 9.     |           |           |       |           |        |           |
| Bóta Kinga      |           |        |           |        | Ezüstérem |           |       |           |        |           |
| Horváth Gábor   |           |        |           |        |           | Aranyérem |       |           |        |           |
| Janics Natasa   | Aranyérem |        | Aranyérem |        |           |           |       |           |        |           |
| Joób Márton     |           |        |           |        |           |           | 7.    |           |        |           |
| Kammerer Zoltán |           |        | 5.        |        |           | Aranyérem |       |           |        |           |
| Kökény Roland   |           | 6.     |           |        |           |           |       |           |        |           |
| Kolonics György |           |        |           |        |           |           |       |           | 7.     | Bronzérem |
| Kovács Katalin  |           |        | Aranyérem |        | Ezüstérem |           |       |           |        |           |
| Kozmann György  |           |        |           |        |           |           |       |           | 7.     | Bronzérem |
| Storcz Botond   |           |        | 5.        |        |           | Aranyérem |       |           |        |           |
| Szabó Szilvia   |           |        |           |        | Ezüstérem |           |       |           |        |           |
| Vajda Attila    |           |        |           |        |           |           |       | Bronzérem |        |           |
| Vereckei Ákos   | 5.        |        |           |        |           | Aranyérem |       |           |        |           |
| Viski Erzsébet  |           |        |           |        | Ezüstérem |           |       |           |        |           |

A tizenegy férfi és öt női kajak-kenus versenyzőnk összesen 3 arany-, 1 ezüst-, 2 bronzérmet, valamint 2 ötödik- és 1 hatodik helyet szerzett, ami 39 pont.